# John Warhurst
John Warhurst (ur. 1 października 1944 w Sheffield) – brytyjski lekkoatleta, chodziarz, mistrz igrzysk Brytyjskiej Wspólnoty Narodów w 1974, olimpijczyk.

## Kariera sportowa
Na igrzyskach Brytyjskiej Wspólnoty Narodów reprezentował Anglię, a na pozostałych dużych imprezach międzynarodowych Wielką Brytanię.
Zajął 18. miejsce w chodzie na 50 kilometrów na igrzyskach olimpijskich w 1972 w Monachium.
Zdobył złoty medal w chodzie na 20 mil na igrzyskach Brytyjskiej Wspólnoty Narodów w 1974 w Christchurch, wyprzedzając swego kolegę z reprezentacji Anglii Roya Thorpe’a i Petera Fullagera z Australii. Zajął 11. miejsce w chodzie na 50 kilometrów na mistrzostwach Europy w 1974 w Rzymie.
Czterokrotnie startował w pucharze świata, zajmując następujące miejsca: 1970 w Eschborn (50 km) – 21. miejsce,  1973 w Lugano (20 km) – 18. miejsce, 1975 w Le Grand-Quevilly (50 km) – 4. miejsce i 1977 w Milton Keynes (50 km) – 28. miejsce.
Warhurst był mistrzem Wielkiej Brytanii (RWA) w chodzie na 20 mil w 1972 oraz w chodzie na 50 kilometrów w 1972 i 1975, wicemistrzem w chodzie na 20 kilometrów w 1972 i 1973, w chodzie na 20 mil w 1973 oraz w chodzie na 50 kilometrów w 1974 i 1977, a także brązowym medalistą w chodzie na 10 mil w 1973 i 1977, w chodzie na 20 mil w 1974 i 1975 oraz w chodzie na 50 kilometrów w 1982.

## Rekordy życiowe
John Warhurst miał następujące rekordy życiowe:
- chód na 20 kilometrów – 1:29:37 (28 lipca 1973, Londyn)
- chód na 50 kilometrów – 4:12:37 (27 maja 1972, Brema)